# Dal Martino
Dal Martino (* 1959 in Hilden, bürgerlich Volker Vaessen) ist ein deutscher Musiker (Bass, Gitarre, Keyboards, Posaune), Produzent und Komponist.

## Leben
Bis 1984 besuchte er die Musikhochschule Wuppertal und spielte in verschiedenen deutschen Bands (LP-Debüt 1973 mit Cobraa, 1986 Groove Congress). Von 1987 bis 1989 lebte Martino in den USA und arbeitete mit dem Schlagzeuger Michael Barsimanto (Jean-Luc Ponty, Andy Summers, Freddie Hubbard etc.) in verschiedenen Besetzungen, unter anderem Jimmy Z, Ivan Neville, Rugburns.
Zu Beginn der 1990er Jahre kehrte er nach Europa zurück, unternahm eine Tournee mit Wolf Maahn und arbeitete im Studio und vielen Sessions mit Jaki Liebezeit (Can). Seit 1991/92 sammelte Martino in Bukarest Erfahrungen mit rumänischen Musikern, bevor er 1993 in Düsseldorf als Produzent, Komponist und Musiker ein eigenes Studio eröffnete. Noch im selben Jahr traf er in Stefan Krachtens Projekt Trance Groove (u. a. mit Helmut Zerlett und  Jürgen Dahmen) den Trompeter Reiner Winterschladen, das Debüt Solid Gold Easy Action erschien bei VeraBra, seitdem regelmäßige Veröffentlichungen. 1995 folgte ein Auslandsaufenthalt in Colombo, Sri Lanka, wo er mit Prema Siri Kemadasa Filmmusik schrieb. Weitere Zusammenarbeit bei vielen Projekten und Künstlern  u. a. Eric Burdon, Dominic Miller, Gerd Köster, Unknown Cases, Phantomband, Frank Köllges, L.S.E., DV 8, Walk of the Elephants, Thomas Kagermann, Culture Cross, Heilhecker, Phoenix, Anna Maria Jopek, Xaver Fischer, Ryan Carniaux, Braa Conspiracy, Soul Return (USA).
1997 gründete Dal Martino mit Reiner Winterschladen die Nighthawks, im folgenden Jahr erschien das Debüt Citizen Wayne, 2000 auch in den USA veröffentlicht. Im Oktober 2001 folgte das zweite Album der Nighthawks Metro Bar, das der Band den ersten deutschen Jazzaward einbrachte. Neben seiner Arbeit als professioneller Musiker arbeitet Dal Martino als Produzent und Komponist für Kino, TV und Werbung und leitet neben den Bands Trance Groove und Nighthawks auch ein eigenes Studio, Label und Verlag.